# 叶米利娅·图雷
叶米利娅·图雷（俄语：Эмилия Халсбериевна Турей，1984年10月6日—），俄羅斯女子手球運動員，亦是俄羅斯國家女子手球隊隊員。曾在2005、2007及2009年世界女子手球錦標賽為俄羅斯隊奪得冠軍。
2008年，图雷代表俄罗斯參加中國北京舉行的奥林匹克运动会女子手球比賽，最終贏得一面銀牌。